# Assandira (film)
Assandira è un film del 2020 scritto e diretto e co-prodotto da Salvatore Mereu. Gavino Ledda vi svolge il ruolo del protagonista.
Adattamento cinematografico dell'omonimo romanzo del 2004 scritto da Giulio Angioni, il film è stato presentato fuori concorso alla 77ª Mostra internazionale d'arte cinematografica di Venezia.

## Trama
Costantino (Gavino Ledda) accetta su proposta del figlio Mario e di sua nuora Grete di trasformare l’ovile in un agriturismo. L'evento catalizzatore è l'incendio che distrugge l'agriturismo e la sua famiglia: Mario perisce tra le fiamme e dopo il bambino. Il pastore Costantino si ritiene colpevole dell'incendio e della morte di Mario e del bambino e si accusa davanti al giudice. Il magistrato non gli crede e continua le indagini per scoprire le vere cause dell'incendio.

## Promozione
Il teaser trailer del film è stato pubblicato online il 24 agosto 2020, seguito dal primo trailer il 4 settembre seguente.

## Distribuzione
Il film è stato presentato in anteprima il 6 settembre 2020 fuori concorso alla 77ª Mostra internazionale d'arte cinematografica di Venezia. È stato distribuito nelle sale cinematografiche italiane da Lucky Red a partire dal 9 settembre seguente.

## Premi e riconoscimenti
- David di Donatello

2021 - Candidatura a migliore sceneggiatura adattata a Salvatore Mereu
- Nastro d'argento

2021
Candidatura a miglior film
Candidatura a migliore montaggio a Paola Freddi e Antonio Cellini
- Ciak d'oro

2021 - Candidatura a migliore montaggio a Paola Freddi e Antonio Cellini